# Michel Aoun
Michel Aoun nebo Michel Aún, arabsky ميشال عون‎ Mīšāl 'Aūn (* 30. září nebo 18. února 1933 Haret Hreik, Bejrút) je libanonský politik a mezi 31. říjnem 2016 a 30. říjnem 2022 prezident Libanonské republiky. Prezidentem byl zvolen po 2 letech provizorní vlády, kdy funkci libanonského prezidenta zastával tehdejší premiér Tammám Salám. Svým vyznáním se hlásí k maronitské libanonské církvi.
Aoun je zakladatelem politického hnutí zvané Volné vlastenecké hnutí, což je dnes jedna z nejsilnějších libanonských politických organizací a vůbec nejsilnější křesťanská libanonská politická organizace. Toto hnutí je od roku 2006 součástí Aliance 8. března, jejímž členem je mimo jiné i šíitská organizace Hizballáh.
Od roku 1984 byl generálem libanonských ozbrojených sil. V letech 1988 až 1990 byl libanonským premiérem a prezidentem zároveň, avšak po útoku na prezidentské sídlo v Baabdě uprchl na francouzské velvyslanectví a v jeho funkcích ho nahradil jeho soupeř Selim Hoss.
Od roku 1990 do roku 2005 pobýval v exilu v Paříži. Během cedrové revoluce se však vrátil do Libanonu a založil zde křesťanské politické hnutí.

## Biografie
Aoun se narodil 30. září 1933 na šíitsko-maronitském bejrútském předměstí Haret Hreik do rodiny maronitů. Vystudoval školu College Des Frères v Káhiře a později vystudoval vojenskou akademii. V roce 1958 nastoupil do libanonské armády a stal se vojákem. V roce 1984 byl povýšen do generálské hodnosti. Manželka Michela Aouna je současná libanonská první dáma Nadia El-Chami Aoun, se kterou má tři dcery – Mireille, Claudine and Chantal. Manžel jeho dcery Chantal je Gebran Bassil, současný předseda Volného vlasteneckého hnutí.

### Politická kariéra
22. září 1988 odvolal odstupující prezident Amín Džamáíl dosavadní vládu pod vedením Selima Hossa a jmenoval dočasnou vojenskou vládu složenou ze tří křesťanů a tří muslimů. Aoun se tak stal řádným zastupujícím libanonským předsedou vlády i prezidentem, čímž byla mimochodem porušena libanonská ústava, která zaručuje, že předsedou vlády bude vždy sunnita. Předchozí předseda Tyto dvě funkce zastával až do 13. října 1990, kdy na prezidentské sídlo v Baabdě zaútočila syrská vojska a Aoun byl nucen uprchnout na francouzské velvyslanectví. Poté, co Aoun uprchl ho jeho soupeř Selim Hoss svrhl z funkce prezidenta i premiéra a Aoun byl nucen odejít do exilu do Paříže.

#### Exil
Aoun strávil téměř 15 let v exilu v Paříži, kam odešel po svém svržení, pokusu o atentát a neúspěšném dožadování mezinárodní pomoci. Jeho jediným spojencem byl po svržení irácký diktátor Saddám Husajn, který však Aounovi pomoci nedokázal. Aoun začal v Paříži formovat nové libanonské politické hnutí, jenž pojmenoval Volné vlastenecké hnutí.

#### Návrat do Libanonu
Aoun se do Libanonu vrátil po 15 letech, 7. května 2005, 11 dní po odchodu syrských vojsk z okupovaného území Libanonu. Cedrová revoluce, která se v Libanonu odehrála důsledkem zavraždění tehdejšího libanonského premiéra Rafíka Harírího přinesla do Libanonu spoustu politických změn a Aoun tak měl možnost začít znovu s politickou kariérou v Libanonu. Poté, co se do Libanonu vrátil, přestěhoval se do svého nového sídla blízko Džunije.

#### Prezident Libanonu
V roce 2014 skončil mandát libanonského prezidenta Michela Sulajmána a libanonský parlament uspořádal volby. Tyto volby však ztroskotaly, potřebného počtu hlasů nedosáhl žádný z kandidátů. Následně byla sestavena provizorní vláda v čele s dosavadním premiérem Tammámem Salámem, který se stal prozatímním prezidentem. Až v listopadu 2016 vyhlásil předseda parlamentu Nabí Berrí nové volby, ve kterých Aoun podle očekávání zvítězil.
Prezidentem se stal složením slibu v prezidentském paláci v Baabdě 31. října 2016. Jmenoval novou vládu v čele s premiérem Saadem Harírím, synem zesnulého libanonského politika Rafíka Harírího.